# Вреденхаген
Вреденхаген (нем. Wredenhagen) — община в Германии, в земле Мекленбург-Передняя Померания.
Входит в состав района Мюриц. Подчиняется управлению Рёбель-Мюриц. Население составляет 502 человека (на 31 декабря 2010 года). Занимает площадь 28,09 км².
- Вреденхаген
- Церковь